# Architektura tradičních čínských domů
Architektura tradičních čínských domů je druhem architektury domů v Číně.

## Definice
Pod architekturou tradičních čínských domů si představíme historický vývoj architektonických prvků, stylů a elementů designu, které byly a jsou používány při stavbách běžných civilních domů v Číně. Stavba čínských obydlí měla vždy určitá pravidla, které se týkají především polohy, orientace, tvaru a velikosti. Všechny tyto aspekty architektury musí být v souladu s konfuciánskou hierarchií a učením feng-šuej. Tyto dvě učení rozhodují rovněž o výzdobě domu, která má funkční i dekorativní ráz. Feng-šuej ovlivňuje samotný rituál stavby, ochranné amulety ale dům neopouštění ani po jeho dostavbě. Podle feng-šuej, správné užití materiálů v kombinaci se správným umístěním, přivedou stavby jejím obyvatelům větší užitek. Tradiční dům sloužil nejenom jako ochrana před větrem a deštěm, horkem a zimou, ale jeho vzhled i užité vlastnosti významně ovlivňovaly též spokojenost jeho obyvatel. Způsob rozložení stavby domu se příliš neliší u obydlí prostých lidí od císařských paláců a hrobkových konceptů, odlišnosti ale můžeme najít v různých regionech a to především na severu a na jihu země.

## Základní prvky tradičního čínského domu
Ideální čínský dům je čtyřhranný, rovný a útulný, jinak by se pod jeho střechou nedrželo bohatství ani štěstí. Ke stavbě by mělo mít přístup dostatečně slunce, tepla a světla. Pro tradiční čínské obydlí je typické, že vytvářejí rámec čtvercového dvorku; pojem "dům, obydlí" proto neoznačuje jednu budovu, ale několik budov, které obemykají dvorek ze všech čtyř stran. Této stavbě se říká s'-che-jüan.

### S'-che-jüan

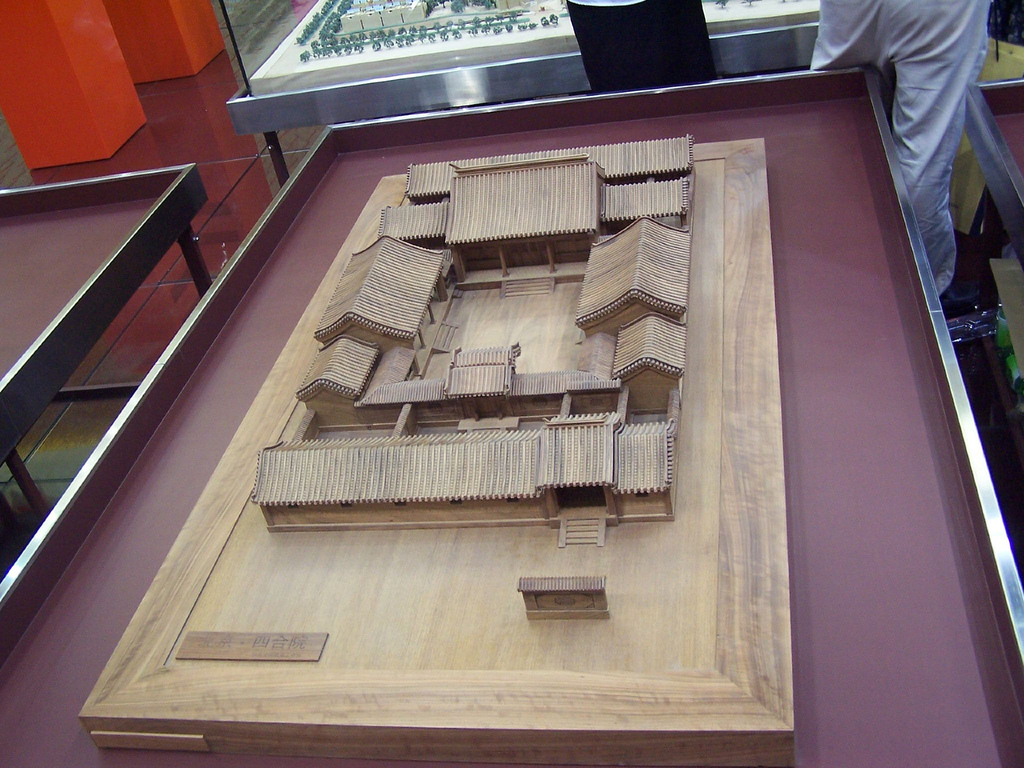
Model s´-che-jüanu

S'-che-jüan je historický typ obytného areálu, který byl běžně stavěn naskrz celou Čínou, především ale v Pekingu a venkovských oblastí provincie Šan-si. Z historického hlediska byla kompozice s'-che-jüanu používána jako základní vzor pro stavbu paláců, chrámů, klášterů, ale i rodinných obydlí.

### Orientace
Jedním z nejdůležitějších aspektů čínské architektury je umístění a orientace budovy. Tradičně byl čínský dům, pokud tomu prostor dovolil, orientován čelem k jihu tak, aby byl v souladu a v harmonii s přírodou. Vchod byl ve středu budovy z jižní strany. Okna směřovala do dvora, kde se soustředil život obyvatel.

### Rozmístění
Tradiční čínský dům dodržuje symetrické rozložení na ose a ohraničení vůči vnějšímu okolí. Obydlí bohatších rodin se skládalo z více budov. Umístění budov se řídilo podle hierarchického sociálního uspořádání jejích obyvatel. Starším a váženějším rodinným příslušníkům patřila nejpříznivější část domu. Nejdůležitější člen rodiny byl ubytován na severní straně v budově dál do dvora. Naopak v první budově bydlelo služebnictvo, jelikož sousedila přímo s ulicí. Stavitelé ale vždy museli tyto zásady přizpůsobit klimatickým podmínkám.

## Materiály
Nejužívanějším stavebním materiálem bylo dřevo. Dále i ručně modelované sušené cihly, hlína, kamení a na jihu i bambus. Tyto materiály mají v čínské kultuře pozitivní asociace. Čínský dům je postaven na plošině, která ho chrání před zimní vlhkostí. Tato základna stavby se dělala především z udusané hlíny, mohly být ale použity i cihly nebo kamenné bloky. Pro konstrukci domů se používalo dřevo, dřevěná kostra stavby podepírala střechu budovy. Při stavbě se nepoužívaly hřebíky, nýbrž dřevěné kolíky a klínky. Výplní stěn mezi nosnými sloupy mohl být různý materiál, závisející na místních přírodních podmínkách. Může to být hlína vyztužená slámou, cihly nebo různě upravená dřevěná nebo bambusová výplň. Materiál střech se podle bohatství rodiny lišil, často se ale na výrobu střešních tašek používala hlína. V chudších oblastech se používal došek nebo bambus.

## Ornamenty a nápisy
V čínské kultuře mohou dveře obohacovat různé ornamenty, které mají ochranou funkci. Tyto ornamenty se nacházejí právě na dveřích hlavního vchodu, protože skrz něj se do domu dostává štěstí. Symboly se umísťují buď přímo na dveře nebo blízko nich. Mezi tyto ornamenty patří symbol jin a jang nebo osm trigramů neboli pa-kua, jež symbolizují různé kvality energie vyskytující se v přírodě. Po stranách dveří se obvykle vyskytují strážci ve formě různých zvířat, kteří zajišťují bezpečnost domu, demonstrují moc a autoritu.

### Men-šen
Na obou stranách dveří mohou být vyobrazeni duchové a strážci dveří tzv. men-šen. V této funkci vystupuje hned řada mytologických postav. Men-šen bývají umístění ve dvojicích na obou křídlech vstupních dveří. Postavy směřují čelem k sobě, jinak by mohly do domu přinášet smůlu. Duchové jsou zde zobrazeni k ochraně před zlými vlivy a k nalákání vlivů pozitivních. Na dveřích je můžeme najít přímo vytesány do dveří nebo jako vytištěné obrazy. 

## Regionální rozdíly
Lidová obydlí po celé Číně vykazují stylovou různorodost. Díky klimatickým rozdílům a kulturním odlišnostem v různých pásmech Číny se styl a tvar tradičního čínského domu v různých regionech liší. Rozdíly jsou znát především v porovnání severu a jihu Číny. Kvůli zvýšené frekvenci srážek měly domy v jižní Číně skloněné střešní konstrukce, aby tak napomáhaly lepšímu odtoku vody, zatímco na severu byly praktičtější ploché střechy. Nádvoří bývá mnohem větší u domů na severu než u domů na jihu, a to díky větší nutnosti denního světla, na jihu nebyly dvory tak důležité a zbylý prostor byl spíše využit k zemědělství. V hornatých oblastech, kde nebylo možné terén srovnat, byly domy vestavěné do svahu na umělých terasách. V přelidněných městech, kde nebyl dostatek místa, se domy mohly stavět na sebe, bez ohledu na nepřízeň duchů, kterou by tato stavba mohla vyvolat.

## Zahradní architektura
K tradičnímu čínskému domu patří i tradiční zahrada, která je spjatá s taoistickým učením o těsném spojení člověka s přírodou. Velice často jsou jednotlivé prvky zahrady a jejich vzájemné postavení interpretovány jako symboly. Čínské zahrady mají úzkou spojitost s náboženstvím a mytologií, ale i sociálním postavením majitele. Zahrady byly obvykle privilegiem vyšších vrstev.